# Marilyn Douala Bell
 Marilyn Douala Bell là một nhà kinh tế xã hội, hiện là chủ tịch tổ chức văn hóa doual'art trụ sở tại Douala, Cameroon.

## Cuộc sống
Marilyn Douala-Bell sinh năm 1957 tại Cameroon.Bà theo học đại học ở Paris, hoàn thành bằng thạc sĩ kinh tế học phát triển và gặp được chồng, một sử gia nghệ thuật, Didier Schaub. Sau kết hôn năm 1986, bà cùng chồng trở về quê nhà.

## Sự nghiệp
Bắt đầu năm 1988 đến năm 1993, bà là đại diện ủy quyền và quản lý điều hành Hiệp hội Xúc tiến Sáng kiến Cộng đồng Châu Phi (APICA) tại vùng Trung Phi, một Tổ chức phi chính phủ châu Phi có trụ sở tại Douala. Từ 1990 đến 1991, bà ghi chép và phân tích các cuộc trao đổi giữa người dân địa phương, những nhà sáng lập và quản lý công cộng phát triển hợp tác với APICA, Hiệp hội các tình nguyện viên tiến bộ Pháp và Nhóm nghiên cứu và trao đổi công nghệ.
Từ năm 1994, với tư cách là chuyên gia quốc tế về phát triển đô thị và nông thôn,  bà xúc tiến các chương trình hợp tác với DDC Thụy Sĩ, Ngân hàng Thế giới, Ủy ban châu Âu và Tổ chức Phát triển bền vững, Hiệp hội hợp tác quốc tế Đức. Năm 2000, bà tiếp tục phụ trách chính sách phát triển hợp tác phi tập trung vùng Alsace Pháp.

### Văn hóa
Bà đồng sáng lập tổ chức văn hóa và trung tâm nghệ thuật đương đại doual'art vào năm 1991. Năm 2007, cô và chồng, xây dựng Salon Urbain de Douala, một lễ hội nghệ thuật công cộng ba năm mỗi lần. Bà đã tham gia nhiều hội nghị, về thể chế văn hóa độc lập, nghệ thuật và biến đổi đô thị, bao gồm Hội thảo Kenya 2010 tổ chức bởi Quỹ Mondriaan, và Các Hội thảo Châu Phi tại Tate Modern ở Luân Đôn..

## Ấn phẩm
- M. Douala Bell and L. Babina (eds.), Douala in Translation. A view of the city and its creative transformative potentials, episode publishers, Rotterdam 2007.
- Lexique du dévéloppement à la base, Editions APICA, 1997.
- La crise structurelle des économies minières africaines: les enseignements des années 70, University of Sussex. Institute of Development Studies, 1984.